# 知善院
知善院（ちぜんいん）は、滋賀県長浜市にある天台真盛宗の寺院。本尊は阿弥陀如来。

## 概要
開創は不明。もとは小谷城下（現・滋賀県長浜市湖北町伊部）にあったが、豊臣秀吉が長浜城の築城と城下町整備に際し、守護寺として城の鬼門の方向である現在地に移築した。本堂に祀られている豊臣秀吉の木像は、大坂城落城の時に持ち出されたもので、曽呂利新左衛門の作と伝わる。

## 文化財
- 重要文化財
十一面観音坐像 : 慶派の作。本堂奥の観音堂に安置されている。

## 交通アクセス
- JR琵琶湖線長浜駅から徒歩約15分

## 拝観
- 9:00 – 16:00
- 拝観料：300円